# Bağcılar
Bağcılar é um distrito de Istambul, na Turquia, situado na parte europeia da cidade, entre as duas principais circunvalações, a TEM e a E5. Conta com uma população de 720 819 habitantes (2008).